# Teyla Emmagan

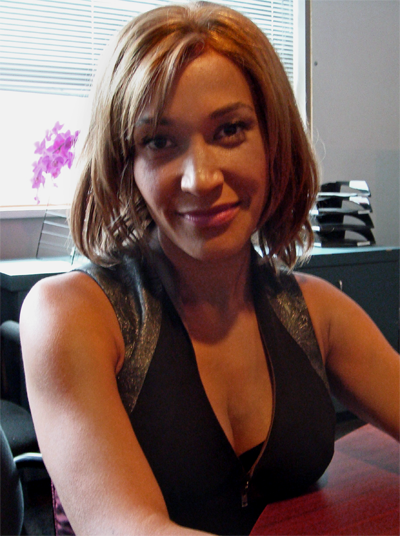
Rachel Luttrell en Bridge Studios en Vancouver, B

Teyla Emmagan es uno de los personajes principales interpretada por Rachel Luttrell en la serie de la ciencia ficción Stargate Atlantis.
Teyla, hija de Tegan, es la líder de una aldea en el planeta Athos. Ella había visto a mucha de su familia desaparecida por los Wraith, aunque ella (y algunos de sus compañeros Athosianos) poseen la capacidad de detectar a los Wraith por medios desconocidos inicialmente. Y que luego se esclarecen al salir a la luz una investigación que había sido abandonada, en la que se inyectaba a humanos capturados parte del gen wraith, adquiriendo las capacidades telepáticas de dicha raza; uno de los prisioneros precisamente fue el abuelo de Teyla. Y ese don fue transmitiéndose hasta ella.
Además de tener una buena diplomacia a la hora de establecer amistades en otros mundos, es también experta en artes marciales, practica una forma de lucha cuerpo a cuerpo (basado en la Eskrima) primeramente comenzó a entrenar a John Sheppard pero luego se puede observar en los subsiguientes capítulos que entrena a todos aquellos que se lo piden tanto hombres como mujeres. Ha aprendido, con gran facilidad, el uso de las armas de la Tierra tales como la 9mm y el FN P90.
En la cuarta temporada, el asentamiento de los Athosianos es atacado por una fuerza misteriosa que ha hecho desaparecer a todos sus miembros, en particular, a su pareja y padre de su hijo. Dado que tanto ella como el padre del niño tienen el poder de intuir la presencia de los Wraith, el hijo de Teyla adquiere un gran valor para Michael, quien no duda en secuestrarla. Una vez en la nave de Michael, Teyla ve que allí están los Athosianos, que han sido transformados por Michael en híbridos sin voluntad. Finalmente es rescatada y tiene su hijo ayudada por Rodney McKay, al tiempo que liberan a los Athosianos. Tras muchas dudas, decide volver a formar parte del equipo de Sheppard, dejando que su pareja cuide del niño.